# James Tavernier
James Henry Tavernier (* 31. Oktober 1991 in Bradford) ist ein englischer Fußballspieler, der seit Juli 2015 bei den Glasgow Rangers unter Vertrag steht. Der auf der Position des rechten Verteidigers spielende Tavernier ist seit 2018 Mannschaftskapitän der Rangers.

## Karriere
James Tavernier wurde 1991 in Bradford geboren. Er begann seine Karriere bei Farsley Celtic etwa neun Kilometer von Leeds entfernt. Im Alter von neun Jahren wechselte er zu Leeds United. Als 16-Jähriger folgte ein Wechsel zu Newcastle United. Für die als Magpies bekannte Mannschaft spielte er ein Jahr in der Youth Academy, bevor er in den Profikader aufstieg. Sein Profidebüt absolvierte Tavernier im September 2009 in der dritten Runde des League Cup 2009/10 gegen Peterborough United. Im Januar 2011 wurde Tavernier zusammen mit Jóan Símun Edmundsson für einen Monat an den FC Gateshead in die National League verliehen. Die Leihe des 19-Jährigen beim Fünftligisten wurde später bis zum Saisonende verlängert. Im August 2011 folgte eine viermonatige Leihe zum Drittligisten Carlisle United. Von November 2011 bis Januar 2012 wurde Tavernier direkt an Sheffield Wednesday weiterverliehen. Noch in derselben Saison folgte mit Milton Keynes Dons der dritte Verein als Leihspieler. Zum Start in die Premier-League-Saison 2012/13 verlängerte Tavernier seinen Vertrag in Newcastle um drei Jahre bis 2015. Für Newcastle gab er im September 2012 sein Premier-League-Debüt gegen den FC Reading, nachdem er zuvor im Europapokal gegen Atromitos Athen zum Einsatz gekommen war. Bis zum Ende der Saison absolvierte der Rechtsverteidiger einen weiteren Einsatz in der Liga gegen den FC Arsenal bei einer 3:7-Niederlage in London. Ab der Spielzeit 2013/14 folgten eine Leihe zu Shrewsbury Town und Rotherham United. Im Sommer 2014 wechselte Tavernier vorzeitig für eine unbekannte Ablöse zu Wigan Athletic. Im ersten Halbjahr wurde er elfmal eingesetzt, bevor im Januar 2015 eine Leihe bis zum Saisonende an Bristol City erfolgte. Mit Bristol gewann er die League Trophy und Drittligameisterschaft. Nach der Beendigung der Leihe verließ er in der Sommerpause zusammen mit Martyn Waghorn Wigan in Richtung Glasgow Rangers. Bei den Rangers wurde er in der Saison 2015/16 Stammspieler und absolvierte alle Ligaspiele. Mit den Rangers erreichte er mit dem Gewinn der Zweitligameisterschaft den Aufstieg in die Scottish Premiership. Zudem gewann er mit den Rangers im April 2016 den Challenge Cup. Zu Beginn der Erstligasaison wurde der Vertrag in Glasgow vorzeitig verlängert. In Glasgow entwickelte sich der Rechtsverteidiger zu einem torgefährlichen Spieler und erzielte in den folgenden Saisons mehrfach eine zweistellige Torausbeute in der Meisterschaft. In der Spielzeit 2020/21 wurde er mit den Rangers schottischer Meister. Im Jahr darauf erreichte er das Finale der Europa League, das er mit seiner Mannschaft im Elfmeterschießen gegen Eintracht Frankfurt verlor. In diesem Wettbewerb wurde Tavernier mit sieben Treffern Torschützenkönig.

## Erfolge
mit Bristol City:
- League Trophy: 2015
- Englischer Drittligameister: 2015

mit den Glasgow Rangers:
- Schottischer Meister: 2021
- Schottischer Zweitligameister: 2016
- Schottischer Pokalsieger: 2022
- Ligapokalsieger: 2024
- Schottischer Challenge Cup: 2016
- Europa-League-Finalist: 2022

Persönliche Auszeichnungen:
- Torschützenkönig der Europa League: 2022 (7 Treffer)